# Intercollegiate Football Association
La Intercollegiate Football Association (IFA) fu una conference statunitense di college football, che si svolse per la prima volta nel 1877. 
La lega fu la conseguenza dell'accordo alla Massasoit House di Springfield, tra Harvard, Princeton (allora College of New Jersey) e Columbia, per l'adozione delle regole che Harvard già utilizzava, derivate da quelle a sua volta utilizzate dalla canadese Università McGill. Yale, in disaccordo con le tre università sopra dette sul numero di giocatori in campo, decise di non aderire alla neonata associazione, entrandovi solo per la stagione 1879.
La IFA nel corso della sua esistenza, oltre ad occuparsi delle gare, si occupò anche del regolamento, standardizzando il numero di giocatori ed il concetto di scrimmage (1880), la misura del campo (1881), l'obbligo di guadagnare almeno cinque yard ogni tre tentativi (1882) e quantificando i punti per ogni segnatura (1883 e 1884).

## Vincitori
| Anno | Scuola W-L-T               | Record W-L-T |
| ---- | -------------------------- | ------------ |
| 1877 | College of New Jersey      | 2-0-1        |
| 1878 | College of New Jersey      | 2-0-0        |
| 1879 | College of New Jersey      | 1-0-1        |
| 1880 | College of New Jersey Yale | 2-0-1        |
| 1881 | Yale                       | 2-0-1        |
| 1882 | Yale                       | 3-0-0        |
| 1883 | Yale                       | 3-0-0        |
| 1884 | College of New Jersey Yale | 1-0-1        |
| 1885 | College of New Jersey      | 3-0-0        |
| 1886 | College of New Jersey Yale | 3-0-1        |
| 1887 | Yale                       | 4-0-0        |
| 1888 | Yale                       | 4-0-0        |
| 1889 | College of New Jersey      | 4-0-0        |
| 1890 | Yale                       | 3-0-0        |
| 1891 | Yale                       | 3-0-0        |
| 1892 | Yale                       | 3-0-0        |
| 1893 | College of New Jersey      | 2-0-0        |